# (7945) Kreisau
(7945) Kreisau ist ein Asteroid des inneren Hauptgürtels, der am 13. September 1991 von den deutschen Astronomen Freimut Börngen und Lutz D. Schmadel an der Thüringer Landessternwarte Tautenburg (IAU-Code 033) im Tautenburger Wald in Thüringen entdeckt wurde.
Der Asteroid gehört zur Themis-Familie, einer Gruppe von Asteroiden, die nach (24) Themis benannt wurde.
Der Himmelskörper wurde am 11. April 1998 nach dem Kreisauer Kreis benannt, einer zivilen Widerstandsgruppe, die sich während der Zeit des Nationalsozialismus mit Plänen zur politisch-gesellschaftlichen Neuordnung nach dem angenommenen Zusammenbruch der Hitler-Diktatur befasste.